# IAMT
IAMT, reso graficamente iAMT (acronimo di "Intel Active Management Technology"), è una tecnologia che Intel ha presentato per la prima volta all'Intel Developer Forum Fall 2004, utilizzata par operazioni di diagnostica nei personal computer.

## Funzioni e scopo
La tecnologia iAMT permette di effettuare operazioni di diagnostica automatica al boot del sistema, alla ricerca di problemi che possano portare a malfunzionamenti. Nel corso di un demo della tecnologia iAMT, è stato dimostrato come iAMT permetta di aggiornare un sistema da remoto con gli ultimi aggiornamenti di sicurezza, verificando quali siano i software necessari, perfino a PC spento o qualora il sistema operativo risulti bloccato o si sia guastato un componente vitale, come il disco rigido. Una volta analizzato il sistema, da remoto sarà possibile avviare il sistema e fare in modo che venga aggiornato automaticamente e spento non appena questa operazione sarà stata terminata. Questo permette di operare alla manutenzione del sistema senza la necessità di essere fisicamente presenti davanti al sistema, con il vantaggio di poter effettuare queste operazioni in orario non d'ufficio, oppure durante i weekend, per non imporre forzati stop alla produttività.
Intel sostiene che iAMT è complementare e interfacciabile alla tecnologia di virtualizzazione Vanderpool, a quella di sicurezza LaGrande e all'interfaccia "Extensible Firmware Interface" (EFI) per le operazioni di pre-boot. Nel caso di Vanderpool, che permette di creare partizioni in una parte del PC per le operazioni di manutenzione e di upgrade del software o per far girare un differente sistema operativo, la combinazione con iAMT rende possibile eseguire anche tali operazioni su sistemi spenti o guasti. L'accoppiata tra iAMT e LaGrande, invece, fornirà un ambiente di gestione che Intel definisce "resistente alle manomissioni" ed eseguibile parallelamente ad altre funzionalità di sistema complementari. iAMT si servirà invece dei BIOS compatibili con EFI per garantire l'accesso ai sistemi in modo indipendente dal sistema operativo.

## I primi prodotti
iAMT è stata implementata nei processori Xeon e Itanium 2 a partire, rispettivamente, dai core Dempsey e Montecito, oltre che nei futuri chipset e schede di rete. Nel settore desktop il primo processore a incorporarla è il Core 2 Duo Conroe. In tale CPU inoltre è stata implementate la seconda versione di tale tecnologia che consente inoltre di isolare i PC infettati prima che questi diffondano malware sui restanti PC della rete aziendale, e di avvertire i responsabili IT dopo la rimozione delle minacce.